# Campeonato Sergipano de Futebol de 1944
O Campeonato Sergipano de Futebol de 1944 foi a 21º edição da divisão principal do campeonato estadual de Sergipe. O campeão foi o Vasco que conquistou seu primeiro título na história da competição.

## Premiação
| Campeonato Sergipano de 1944 |
| Aracaju                      |
| ---------------------------- |
| Vasco Campeão (1º título)    |